# Bruno Paulista
Bruno Jacinto da Silva (Nova Odessa, 21 augustus 1995) – kortweg Bruno Paulista – is een Braziliaans voetballer die bij voorkeur als defensieve middenvelder speelt. Hij tekende in 2015 bij Sporting CP.

## Clubcarrière
Bruno Paulista speelde in de jeugd voor São Paulo, Santo André, EC Ypiranga en EC Bahia. Op 18 oktober 2014 debuteerde hij in de Braziliaanse Série A tegen São Paulo. Op 10 februari 2015 verlengde hij zijn contract tot 2018. In augustus 2015 tekende de defensief ingestelde middenvelder een zesjarig contract bij Sporting CP. Op 22 oktober 2015 debuteerde hij in de UEFA Europa League tegen Skënderbeu Korçë. Op 31 oktober 2015 maakte Bruno Paulista zijn opwachting in de Primeira Liga tegen GD Estoril-Praia.